# Énergie éolienne au Danemark

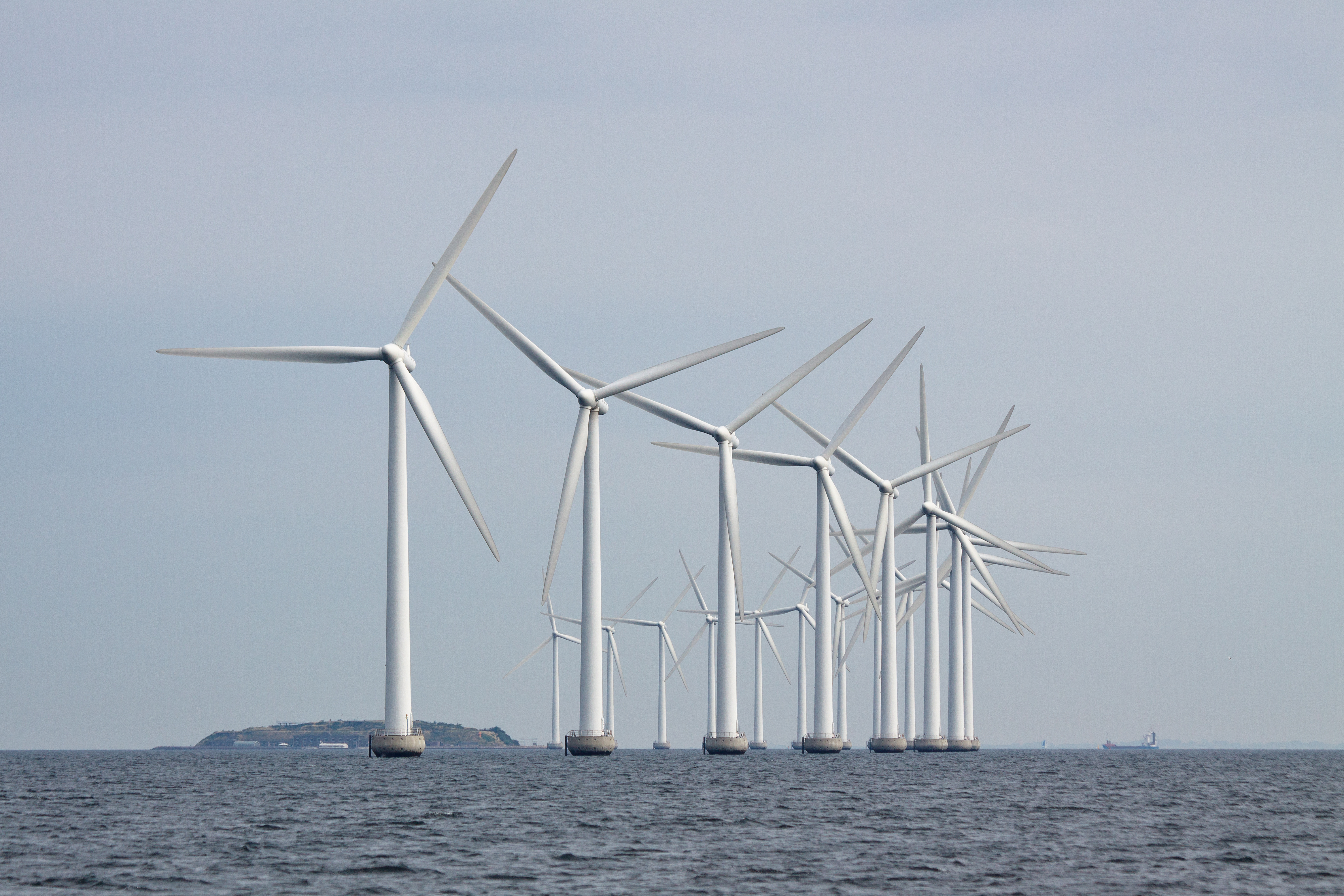
Le parc éolien de Middelgrunden, le plus important parc éolien en mer au monde lors de sa mise en service en 2000.

Énergie éolienne au Danemark

L'énergie éolienne est une source d'électricité majeure au Danemark, pays qui a joué un rôle pionnier dans le développement de cette technique : l'éolien produisait 57,6 % de l'électricité du pays en 2023. Cette haute proportion d'énergie intermittente est rendue compatible avec la demande grâce aux capacités de régulation apportées par les barrages hydroélectriques de la Norvège et de la Suède, et aux nombreux câbles sous-marins d'interconnexion qui relient le Danemark à ces deux pays.
Le Danemark se classait en 2024 au 9e rang des producteurs éoliens de l'Union européenne (UE) (4,2 % du total de l'UE), et au 9e rang par sa puissance installée (3,2 % de l'UE) ; sur le segment des éoliennes en mer, il tient le 3e rang de l'UE (15,3 % de la production et 12,7 % de la puissance installée), derrière l'Allemagne et les Pays-Bas. C'est le 3e pays de l'UE le plus densément équipé en éoliennes : 2,44 fois la moyenne de l'UE, derrière la Suède et la Finlande.
Les éoliennes en mer ont fourni 47,4 % de la production éolienne totale en 2024 avec 35,2 % de la puissance installée.
Le Danemark compte deux acteurs majeurs du secteur éolien européen et mondial : Vestas et Ørsted.

## Production
Le graphique qui aurait dû être présenté ici ne peut pas être affiché car il utilise l'ancienne extension Graph, désactivée pour des questions de sécurité. Des indications pour créer un nouveau graphique avec la nouvelle extension Chart sont disponibles ici.

Production d'électricité éolienne au Danemark
Source données : Agence danoise de l'énergie
Selon EurObserv'ER, la production éolienne du Danemark s'est élevée à 20 553 GWh en 2024, en progression de 5,8 % par rapport à 2023, soit 4,2 % du total de l'Union européenne (UE), au 9e rang des producteurs éoliens de l'UE, derrière l'Allemagne (28,5 %), l'Espagne (12,8 %), la France (9,2 %), la Suède (8,5 %), les Pays-Bas (6,8 %), la Pologne (5,2 %), l'Italie (4,6 %) et la Finlande (4,2 %).

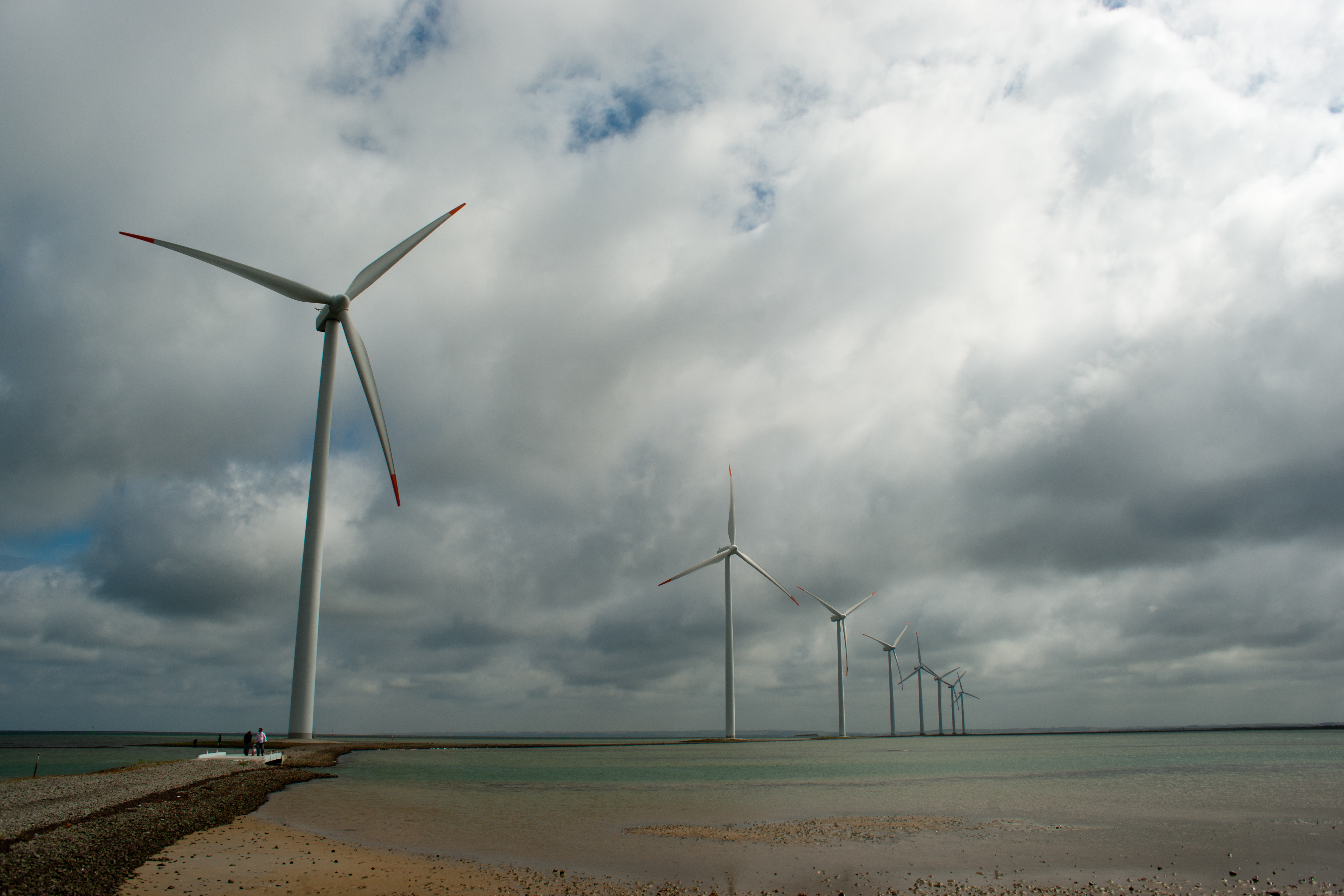
Le parc éolien de Rønland au Danemark.

En 2023, la production éolienne s'est élevée à 19 539 GWh, soit 57,6 % de la production d'électricité du Danemark. Le Danemark se classait au 8e rang des producteurs d'électricité éolienne de l'UE et au 17e rang mondial (0,8 % du total mondial).
L'Energy Institute estime la production d'électricité éolienne du Danemark en 2023 à 19,4 TWh, soit 57,7 % de la production d'électricité du pays.
| Année | Production (GWh) | Accroissement | Part prod.élec. |
| 1990  | 610              |               | 2,3 %           |
| 1995  | 1 177            |               | 3,2 %           |
| 2000  | 4 241            |               | 11,8 %          |
| 2005  | 6 614            |               | 18,2 %          |
| 2006  | 6 108            | -8 %          | 13,4 %          |
| 2007  | 7 171            | +17 %         | 18,2 %          |
| 2008  | 6 928            | -3 %          | 18,9 %          |
| 2009  | 6 721            | -3 %          | 18,5 %          |
| 2010  | 7 809            | +16 %         | 20,1 %          |
| 2011  | 9 774            | +25 %         | 27,7 %          |
| 2012  | 10 270           | +5 %          | 33,5 %          |
| 2013  | 11 123           | +8 %          | 32,0 %          |
| 2014  | 13 079           | +18 %         | 40,6 %          |
| 2015  | 14 133           | +8,1 %        | 48,8 %          |
| 2016  | 12 782           | -9,6 %        | 41,9 %          |
| 2017  | 14 780           | +15,6 %       | 47,6 %          |
| 2018  | 13 902           | -5,9 %        | 45,8 %          |
| 2019  | 16 150           | +16,2 %       | 54,7 %          |
| 2020  | 16 330           | +1,1 %        | 56,8 %          |
| 2021  | 16 054           | -1,7 %        | 48,6 %          |
| 2022  | 19 027           | +18,5 %       | 54,2 %          |
| 2023  | 19 539           | +2,7 %        | 57,6 %          |
| 2024  | 20 553           | +5,2 %        |                 |

En 2023, la production éolienne du Danemark, en progression de 2,3 % par rapport à 2022, se classe au 8e rang des producteurs éoliens de l'Union européenne (UE), avec 4,1 % du total de l'UE, derrière l'Allemagne (29,8 %), l'Espagne (13,5 %), la France (10,6 %), la Suède (7,2 %), les Pays-Bas (6,1 %), l'Italie et la Pologne.
En 2022, la production éolienne du Danemark s'est élevée à 19 010 GWh, en progression de 18,4 % par rapport à 2021, au 8e rang des producteurs éoliens de l'Union européenne (UE), avec 4,5 % du total de l'UE, loin derrière l'Allemagne (29,9 %), l'Espagne (14,9 %), la France (9,0%), la Suède (7,9 %) et les Pays-Bas (5,0 %).
La part de l'éolien s'élevait à 48 % en 2019, selon WindEurope.
Le Danemark est en 2018 le 8e producteur d’électricité éolienne européen, avec 13 892 GWh, en recul de 6 % par rapport à 2017, loin derrière le leader allemand : 111 590 GWh.
L'éolien couvrait 40,5 % de la consommation électrique danoise sur la période de mi-2017 à mi-2018 ; ce taux est le plus élevé d'Europe : il atteignait 20,4 % en Allemagne, 14,1 % au Royaume-Uni, 11,2 % en Suède et 5,7 % en France.
2016 avait été marquée par de très mauvaises conditions météorologiques en Europe du nord.
Le Danemark a établi en 2015 un nouveau record dans l'éolien : l'énergie éolienne a assuré 42,1 % de la consommation électrique du pays, soit 3 points de plus qu'en 2014, grâce à des conditions de vent supérieures à la moyenne.
Le Danemark a été dépassé en 2015 par la Suède qui a bondi de 11 234 GWh en 2014 à 16 500 GWh en 2015, soit +47 %.
En 2012, les éoliennes couvraient plus de 28 % de la consommation d'électricité du Danemark, proportion que le gouvernement s'est donné l'objectif de porter à 50 % en 2020. En 2013, cette proportion a atteint 33,2 % ; un record a été atteint en décembre 2013 avec 135,8 % de la demande danoise en électricité couverte par la production éolienne pendant une tempête (l'excédent a été exporté).

## Facteur de charge
Les éoliennes en mer danoises atteignent, grâce à des conditions de vent très favorables, des facteurs de charge moyens record (de leur mise en service à 2018) :
- Anholt 1 (400 MW) : 49,0 % ;
- Horns Rev I (160 MW) : 41,2 % ;
- Horns Rev II (209 MW) : 48,0 % ;
- Nysted (Rødsand) I (166 MW) : 37,1 % ;
- Nysted (Rødsand) II (207 MW) : 43,5 % ;
- Middelgrunden (40 MW) : 25,2 % ;
- Samsø (23 MW) : 39,1 %.

En comparaison, les éoliennes terrestres françaises avaient un facteur de charge moyen de 21,6 % en 2017 et 22 % en 2016.

## Puissance installée
Le graphique qui aurait dû être présenté ici ne peut pas être affiché car il utilise l'ancienne extension Graph, désactivée pour des questions de sécurité. Des indications pour créer un nouveau graphique avec la nouvelle extension Chart sont disponibles ici.

Puissance installée éolienne au Danemark
Source données : Agence danoise de l'énergie
Le Danemark a installé 238,3 MW en 2024, portant sa puissance installée éolienne à 7 493,8 MW fin 2024 (+3,0 %), après déduction des 17,7 MW mis hors service. Il se classe au 9e rang de l'Union européenne (UE) (3,2 % du total de l'UE), derrière l'Allemagne (28,5 %), l'Espagne (12,8 %), la France (9,2 %), la Suède (8,5 %), les Pays-Bas (6,8 %), la Pologne (5,2 %), l'Italie (4,6 %) et la Finlande (4,2 %). Sa part du marché de l'UE en 2024 était de 1,8 %.
La puissance installée par habitant du Danemark s'élève en 2024 à 1 257,1 W, supérieure de 144 % à la moyenne de l'UE (516,2 W), au 3e rang européen derrière la Suède (1 632,1 W) et la Finlande (1 491,5 W), loin devant l'Allemagne (872,1 W), les Pays-Bas (652,1 W) et la France (364,6 W).
En 2023, le Danemark a installé 203 MW, portant sa puissance installée éolienne à 7 281 MW fin 2022 (+2,5 %), après déduction des 26 MW mis hors service. Il se classe au 8e rang de l'Union européenne (UE) avec 3,3 % du total de l'UE, derrière l'Allemagne (31,8 %), l'Espagne (14,1 %), la France (10,2 %), la Suède (7,4 %), l'Italie (5,6 %), les Pays-Bas (4,6 %) et la Pologne (4,3 %). Sa part du marché de l'UE en 2023 était de 1,3 %.
En 2022, le Danemark a installé 129 MW, portant sa puissance installée éolienne à 7 100 MW fin 2022 (+1,1 %), après déduction des 50 MW mis hors service. Il se classe au 8e rang de l'Union européenne (UE) avec 3,5 % du total de l'UE, derrière l'Allemagne (32,7 %), l'Espagne (14,3 %), la France (9 %), la Suède (7,2 %), l'Italie (5,8 %), les Pays-Bas (4,3 %) et la Pologne (4,0 %). Sa part du marché de l'UE en 2022 était de 0,9 %, au 14e rang.
La puissance installée par habitant du Danemark s'élevait en 2022 à 1 208,8 W, supérieure de 166 % à la moyenne de l'UE (453,7 W), au 2e rang européen derrière la Suède (1 395,4 W), loin devant l'Allemagne (795,4 W) et les Pays-Bas (497,3 W).
Au niveau mondial, le Danemark se situe au 17e rang avec 0,8 % du total mondial en 2022, loin derrière la Chine (365 440 MW), les États-Unis (144 226 MW), l'Allemagne et l'Inde (41 930 MW). Les nouvelles installations d'éoliennes au Danemark ont représenté 0,2 % du marché mondial.
Le Danemark a installé 402 MW d'éoliennes en 2019 selon WindEurope, dont 28 MW à terre et 374 MW en mer, portant la puissance installée de son parc éolien à 6 128 MW, en progression de 7 %, au 7e rang européen avec 3,2 % du parc éolien de l'Union européenne, loin derrière l'Allemagne (61 357 MW) et juste derrière la Suède (8 985 MW). Le marché danois a été en 2019 le treizième marché européen avec 3 % de ce marché.
En décembre 2019, selon l'Agence danoise de l'énergie, la puissance installée des 6 251 éoliennes danoises (5 693 éoliennes terrestres et 558 en mer) était de 6 112 MW, dont 4 411 MW à terre et 1 701 MW en mer. En 2019, 20 turbines (28 MW) ont été mises en service et 28 turbines (32 MW) ont été retirées du service.
En 2018, les installations ont atteint 657 MW, portant la puissance installée de son parc éolien à 6 131 MW, au 7e rang européen, derrière la Suède (7 407 MW), loin derrière le leader allemand (58 908 MW).
Le Danemark se situe au 13e rang mondial en 2018 avec 1,0 % du total mondial.
Le Danemark est de loin le pays européen le plus densément équipé en éoliennes : 960,3 W/habitant en 2017, alors que la moyenne de l'Union européenne est de 330,2 W/hab ; le deuxième pays selon ce critère est l'Irlande : 704,7 W/hab, suivie par la Suède : 672,4 W/hab.
Le Danemark était, avec 4 845 MW de puissance installée fin 2014, au 8e rang en Europe, mais les nouvelles installations durant l'année 2014 ont chuté à 67 MW seulement contre 694 MW en 2013 ; ce coup d'arrêt brutal provenait de craintes largement médiatisées pour la santé du fait des infrasons produits par les éoliennes ; la construction d'éoliennes était au point mort en attendant que l'enquête gouvernementale sur ces problèmes de santé soit achevée.

## Éolien en mer

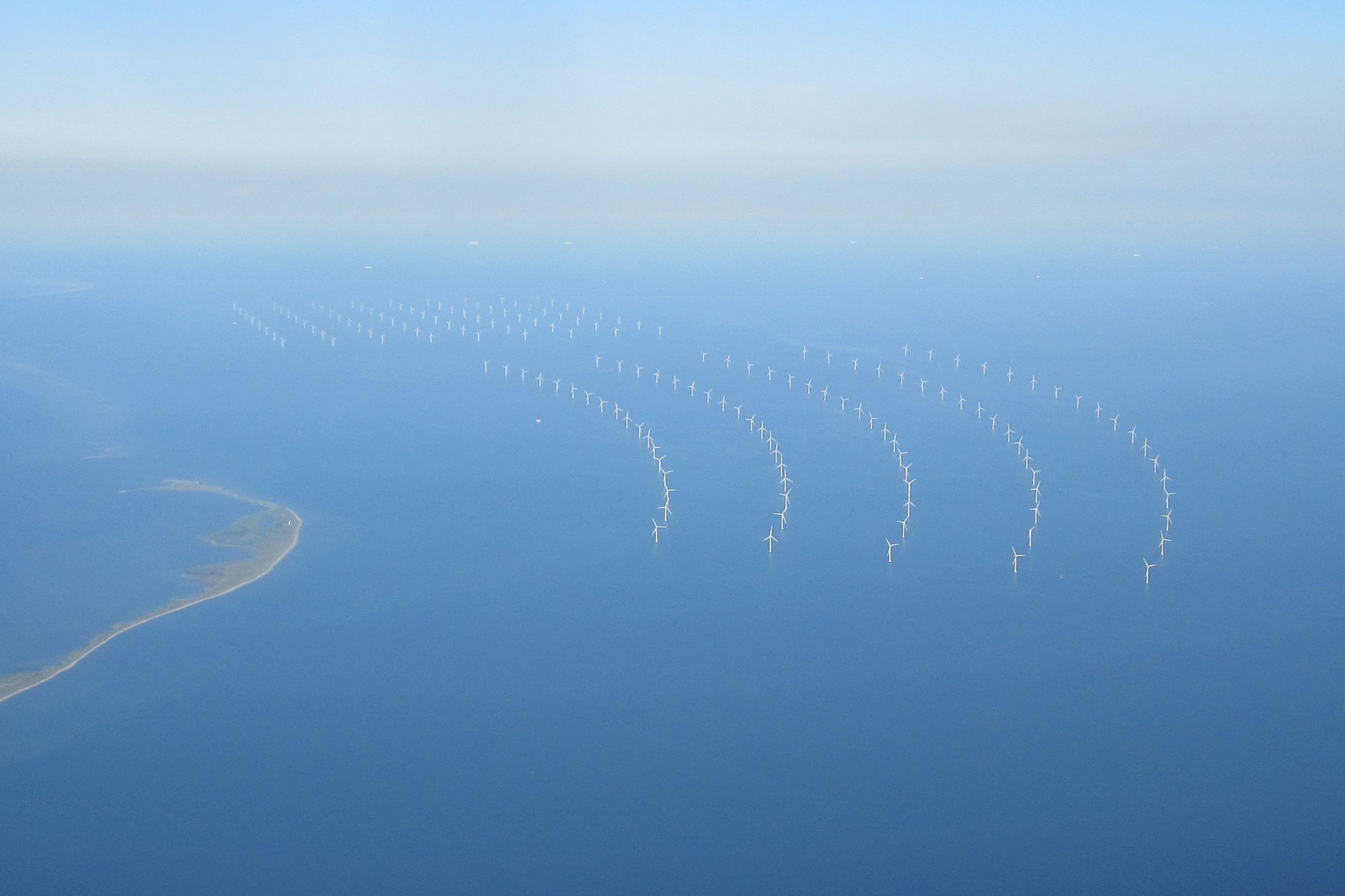
Parc éolien en mer de Rødsand I et II (Nysted).

Selon EurObserv'ER, la production d'électricité des éoliennes en mer danoises s'est élevée à 9 732 GWh en 2024, en progression de 13,5 %, soit 47,4 % de la production éolienne du pays et 15,3 % de la production éolienne maritime de l'Union européenne, au 3e rang de l'Union européenne derrière l'Allemagne (41,0 %) et les Pays-Bas (24,4 %).
Le Danemark a mis en service 176,4 MW d'éolien en mer en 2024, portant sa puissance installée éolienne maritime à 2 641,5 MW fin 2024 (+7,1 %), soit 35,2 % de la puissance installée éolienne du pays, au 3e rang de l'Union européenne (12,7 % du parc de l'UE), derrière l'Allemagne (44,5 %) et les Pays-Bas (22,9 %), et devant la Belgique (10,9 %) et la France (7,3 %).
En 2023, la production d'électricité des éoliennes en mer danoises s'est élevée à 8 573 GWh, en baisse de 1,9 %, soit 43,9 % de la production éolienne du pays et 15,6 % de la production éolienne maritime de l'Union européenne.
Le Danemark a mis en service 168 MW d'éolien en mer en 2023, portant sa puissance installée éolienne maritime à 2 469 MW fin 2023, soit 33,9 % de la puissance installée éolienne du pays, au 3e rang de l'Union européenne (13,4 % du parc de l'UE), derrière l'Allemagne (46,1 %) et les Pays-Bas (21,7 %), et devant la Belgique (12,3 %) et la France (4,6 %). Le parc éolien de Vesterhav Syd (168 MW, 20 éoliennes Siemens Gamesa de 8,4 MW) a commencé à produire en novembre 2023. Le parc de Vesterhav Nord (176 MW), équipé de 21 de ces mêmes turbines, a également été installé, mais son raccordement est prévu pour le début 2024.
Au niveau mondial, le Danemark se situe en 2023 au 5e rang avec 3,5 % du total mondial, derrière la Chine (50,3 %), le Royaume-Uni (19,6 %), l'Allemagne (11,1 %) et les Pays-Bas (6,3 %) et devant la Belgique (3,0 %).
En 2022, la production d'électricité des éoliennes en mer danoises s'est élevée à 8 743 GWh, en progression de 15,1 %, soit 46 % de la production éolienne du pays et 17,4 % de la production éolienne maritime de l'Union européenne. Le Danemark n'a mis en service aucun parc éolien en mer en 2022 ; sa puissance installée éolienne maritime reste donc à 2 306 MW fin 2022, soit 32,5 % de la puissance installée éolienne du pays, au 3e rang de l'Union européenne (14,3 % du parc de l'UE), derrière l'Allemagne (8 129 MW) et les Pays-Bas (2 571 MW), et devant la Belgique (2 262 MW) et la France (480 MW)). La construction des fondations du parc en mer de Vesterhav Nord/Syd (344 MW) a débuté en février 2023. Les câbles et les 41 turbines (SG 8.0-167, débridée à 8,4 MW) seront installés au printemps et à l’été pour une mise en service prévue fin 2023. Le parc éolien Thor (1 000 MW) devrait être pleinement opérationnel au plus tard fin 2027.
Le Danemark a installé 374 MW d'éoliennes en mer en 2019, portant la puissance installée de son parc éolien en mer à 1 703 MW, au 3e rang européen, loin derrière le Royaume-Uni (9 945 MW) et l'Allemagne (7 445 MW).
En 2019, les 558 éoliennes en mer totalisaient une puissance de 1 701 MW ; elles ont produit 6 197,6 GWh, soit 38,4 % de la production totale avec 27,8 % de la puissance installée.
Le Danemark a installé 437 MW d'éoliennes en mer en 2018, portant la puissance installée de son parc éolien en mer à 1 700,8 MW, au 3e rang européen, loin derrière le Royaume-Uni (7 940 MW) et l'Allemagne (6 405 MW) ; la production de ce parc s'est élevée à 4 630 GWh, soit 33,3 % de la production éolienne totale. La principale mise en service de 2018 a été celle du parc de Horns Rev 3 (407 MW).
Le Danemark est resté au 3e rang européen sur le segment offshore en 2018 avec 1 329 MW installés, en progression de 61 MW, loin derrière le Royaume-Uni (7 963 MW) et l'Allemagne (6 380 MW) ; au niveau mondial, il est au 4e rang derrière la Chine (4 588 MW).
Le Danemark était au 3e rang européen en 2017 avec 1 291,8 MW installés, en progression de 20,7 MW après 3 années sans changement, malgré le démontage de 11 éoliennes de 450 kW du parc de Vindeby ; il était passé en 2014 du 2e au 3e rang européen ; la puissance installée danoise n'a pas changé depuis la mise en service complète du parc d'Anholt (400 MW) en 2013.
Le premier parc éolien en mer au monde a été installé à Vindeby au Danemark en 1991. En 2010, les deux fabricants d'éoliennes basés au Danemark, Vestas Wind Systems et Siemens Wind Power, avaient installé plus de 90 % des parcs éoliens en mer cumulés. La plateforme technologique danoise “MEGAVIND” a pour objectif d'abaisser les coûts de production des parcs éoliens en mer, afin de les rendre compétitives d'ici 2020 par rapport aux centrales à charbon, en accroissant leur production par MW installé de 25 %, en réduisant leur coût d'investissement par MW de 40 % et leurs coûts d'exploitation et maintenance de 50 %.

### Projets d'îles énergétiques
Le Danemark projette de construire une « île énergétique » artificielle de 20 à 40 hectares, à environ 100 kilomètres des côtes du Jutland, conçue pour fonctionner pendant au moins quatre-vingts ans, afin de regrouper les infrastructures électriques pour le transport de l'électricité des parcs éoliens maritimes vers le continent. Un appel d'offres est prévu fin 2023. Protégée des tempêtes par des murs de 25 à 30 mètres de haut, disposant d'un port, de logements et d'infrastructures électriques haute tension, elle sera reliée dans les dix ans qui viennent à environ 200 éoliennes qui, selon l'Agence danoise de l'énergie, seront plus hautes que la tour Eiffel ; l'ensemble aura une capacité totale de 3 à 4 GW. Au cours de la décennie 2040, le parc d'éoliennes connectées montera en théorie à 500 et la capacité à 10 GW. Le projet prévoit de transformer une partie de la production en hydrogène pour la vendre aux industriels, car selon les concepteurs du projet, un gazoduc pour hydrogène coûte 20 % du prix des câbles pour transporter du courant continu à terre. La première île énergétique, « Princess Elizabeth », plus petite (6 hectares), sera construite à partir de 2024 à 45 kilomètres des côtes belges pour alimenter en électricité la Belgique, le Danemark et le Royaume-Uni. En 2030, une troisième île énergétique verra le jour en mer Baltique, sur un site existant : l'île danoise de Bornholm, située à 36 km au sud-est des côtes suédoises ; elle regroupera la production électrique de 3 GW de parcs éoliens et alimentera le Danemark et l'Allemagne en électricité.

## Principaux parcs éoliens
- (en) Cet article est partiellement ou en totalité issu de l’article de Wikipédia en anglais intitulé « List of offshore wind farms in Denmark » (voir la liste des auteurs).

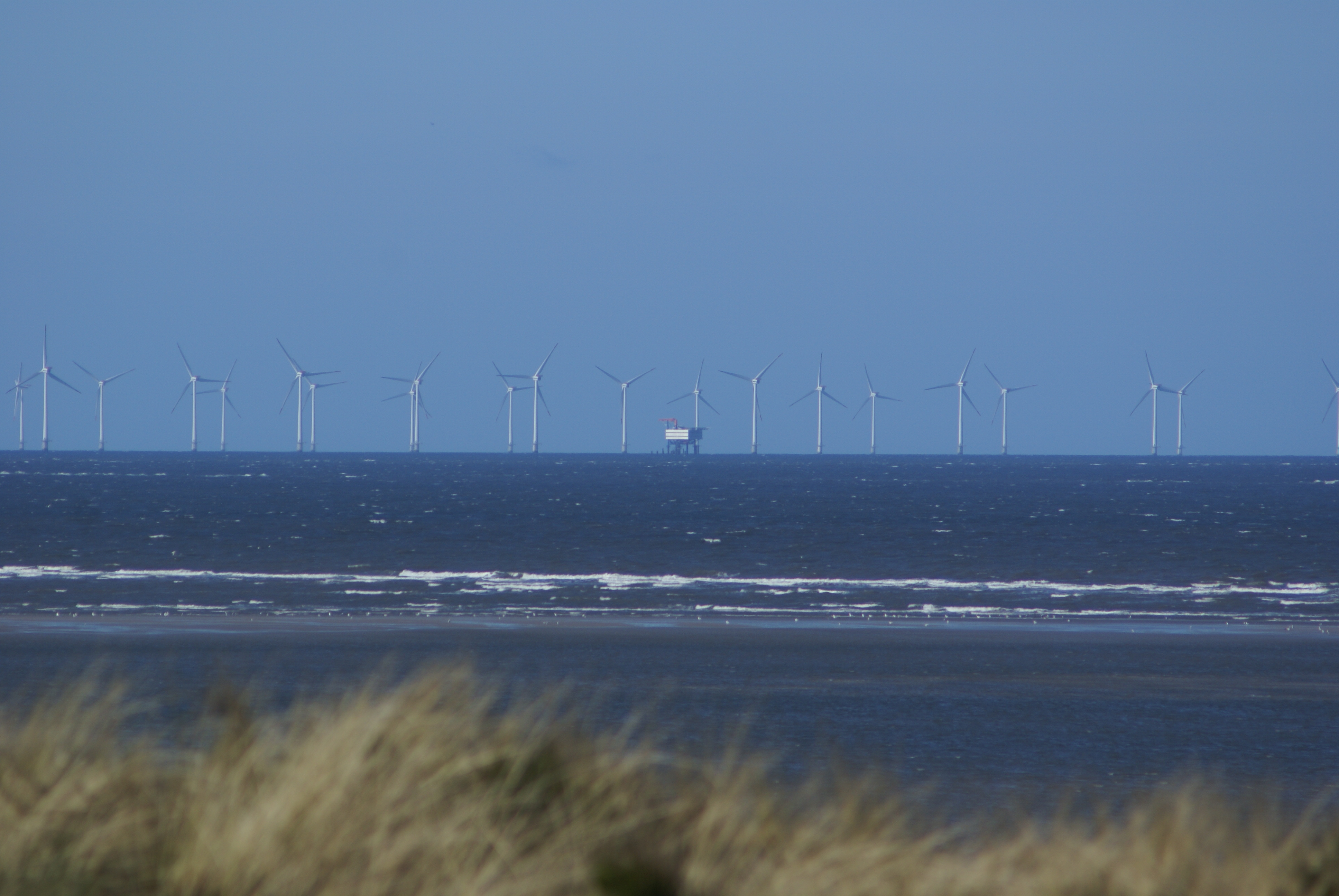
Le parc éolien offshore Horns Rev vu depuis le pied du phare de Blåvandshuk.

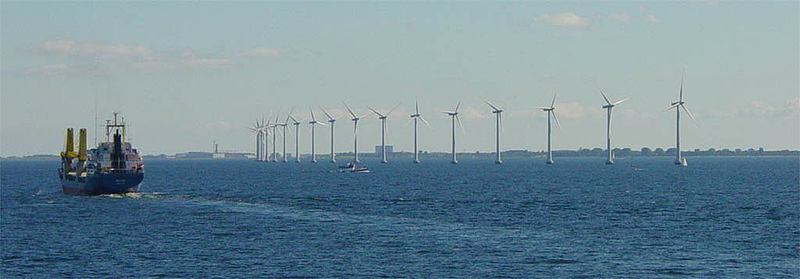
Le parc éolien offshore de Middelgrunden près de Copenhague.

La base de données The Windpower recense 1809 parcs éoliens danois totalisant 13,3 GW en avril 2023, dont 7,05 GW en fonctionnement (4,74 GW à terre et 2,31 GW en mer), 0,34 GW approuvés et 28,3 GW en projet ; les principaux sont :
| Nom du parc                                                   | Localisation                                                                                         | Nb éol.* | MW*   | Date mise en service |
| Middelgrunden                                                 | détroit de l'Øresund, à 2 km de Copenhague, Mer Baltique                                             | 20       | 40    | 2000                 |
| Samsø                                                         | Samsø, détroit de Kattegat, Mer Baltique                                                             | 10       | 23    | 2003                 |
| Nysted (Rødsand I)                                            | Rødsand, à 10 km au sud de Nysted, Mer Baltique                                                      | 72       | 165,6 | 2003                 |
| Rødsand II (Nysted II)                                        | Rødsand, à 10 km au sud de Nysted, Mer Baltique                                                      | 90       | 207   | 2010                 |
| Parc éolien de Horns Rev 1                                    | Esbjerg, Mer du Nord                                                                                 | 80       | 160   | 2002                 |
| Parc éolien de Horns Rev 2                                    | Esbjerg, Mer du Nord                                                                                 | 91       | 209   | 2009                 |
| Parc éolien de Horns Rev 3                                    | Esbjerg, Mer du Nord                                                                                 | 49       | 406   | 2018                 |
| Parc éolien de Anholt                                         | entre la péninsule de Djursland et l'île de Anholt, au large de la côte est du Jutland, Mer Baltique | 111      | 400   | 2013                 |
| Parc éolien de Kriegers Flak                                  | Mer baltique                                                                                         | 72       | 604   | 2021                 |
| Parc éolien de Vesterhav                                      | Mer du Nord                                                                                          | 41       | 344   | 2023-2024            |
| * Nb éol.= nombre d'éoliennes ; MW : Capacité installée (MW). | |          |       |                      |

L'appel d'offres pour Kriegers Flak a été remporté par Vattenfall en novembre 2016 à un prix fixe de 49,90 €/MWh (56,38 $/MWh) sans ajustement de l'inflation, pour 30 TWh, correspondant à 50 000 heures de fonctionnement à pleine charge, soit environ 11 ans,.
Le parc éolien de Samsø a été construit par une coopérative réunissant les 4 200 habitants de l'île de Samsø. Celui de Middelgrunden appartient à 50 % à une coopérative (40 000 parts) et 50 % à la compagnie municipale d'électricité de Copenhague.

## Principaux acteurs

logo de VESTAS

- Vestas Wind Systems A/S[43] était depuis 2000 le plus grand fabricant mondial d'éoliennes[44], mais a été dépassé par le Chinois Goldwind dont la part de marché mondial s'élevait en 2015 à 12,6 % contre 11,9 % pour Vestas et 9,6 % pour General Electric Wind[45]. Vestas a joué un rôle de pionnier dans le secteur, installant sa première turbine (30 kW) en 1979. En 2013, son catalogue allait de 2 MW à 8 MW[14].

- Ørsted, (ex-DONG Energy), opérateur historique de la production de gaz et d'électricité, fondé par  l'État danois en 1972 sous le nom de Dansk Naturgas A/S pour exploiter les gisements de gaz de Mer du Nord, a étendu ses activités à la production d'électricité, puis a fusionné en 2005 avec 5 autres compagnies danoises d'énergie[46] ; entre 2007 et 2017, DONG Energy a réduit de 73 % sa consommation de charbon et a décidé de sortir du charbon d'ici 2023 ; en 2017, Ørsted a vendu sa branche pétrolière et gazière amont et se reconvertit vers les énergies vertes où il était déjà leader avec 25 % de l'éolien en mer danois[47]. Sa branche éolienne a construit le premier parc éolien e mer en 1991 et en 2017 emploie 2 400 employés pour gérer des éoliennes au Danemark, au Royaume-Uni, en Suède, Norvège, Pays-Bas, États-Unis et Taïwan[48].

Le Danemark a été en 2008 le plus important fabricant mondial d'éoliennes, qui représentaient alors 7,2 % des exportations totales danoises.

## Développement et communication vers 1970
Le Danemark a joué un rôle précurseur dans le domaine de l'énergie éolienne. En examinant de près le succès remarquable de la technologie éolienne danoise, Peter Karnøe, professeur au département de durabilité de l'université d'Aalborg, a souligné que les scientifiques danois ont adopté une approche méthodique, lente et séquentielle dans le développement de leurs technologies. Cette approche artisanale, étape par étape, leur a permis d'acquérir progressivement une expertise grâce à des expériences pratiques et concrètes. Cette démarche a abouti à un développement bien plus efficace que celui observé dans d'autres pays européens, comme l'Allemagne (voir Énergie éolienne en Allemagne).
Le succès du développement de l'éolienne danoise peut être attribué à plusieurs facteurs. Une analyse socio-technique révèle que la communication entre les divers acteurs au sein de la communauté scientifique danoise a joué un rôle essentiel dans cette réussite. Outre les ingénieurs spécialisés dans la fabrication d'éoliennes, des organisations de base, souvent appelées "grassroots" (voir Grassroots organizations), ainsi que des producteurs à petite échelle, ont joué un rôle actif dans le processus de développement.

### Les rencontres et les publications comme support à la communication
À la suite de la crise énergétique de 1973, de nombreux pays se sont tournés vers l'énergie nucléaire, tandis que le gouvernement danois a opté pour une approche diversifiée en explorant différentes formes d'énergies. Des initiatives telles que les "rencontres énergétiques" organisées par l'Organisation pour l'Information sur l'Énergie Nucléaire (OOA) ont permis de réunir des passionnés de turbines éoliennes afin de comparer leurs conceptions, performances et innovations (voir Organisationen for Oplysning om Atomkraft). C’est par la suite qu’un magazine apparaît, intitulé Naturalig Energi, qui collectait et publiait, à chaque mois, des données de conception, grandeur, localisation et efficacité énergétique de turbines éoliennes danoises. Ces informations ont créé une transparence de communication et de partage de savoirs entre producteurs d’éoliennes.

### Les bancs d’essai comme support à la communication
En 1979, l'établissement de la Station de Test pour Petites Turbines Éoliennes par le gouvernement danois a constitué un autre réseau de communication crucial. Cette station, permettant un contrôle de qualité des éoliennes éligibles à des subventions gouvernementales, a facilité une communication efficace et complète entre ingénieurs et producteurs. Il est important de souligner que tout le monde, que ce soit une classe d’écoliers ou des professionnels, pouvait venir tester leur turbine dans ces stations de tests. Les ingénieurs ne se mettent pas en tant que “possesseur du savoir” mais se mettent en position de critique. Ils passent du temps à élaborer des bancs d’essais, à comprendre et apprendre. Par la suite, l'élaboration du "DS 472 Code of Practice for Loads and Safety of Wind Turbine Constructions" qui a permis de standardiser les pratiques de construction des turbines éoliennes.

### Résultats
La communication socio-technique entre les acteurs hétérogènes, tels que les ingénieurs, les utilisateurs de turbines éoliennes et les journalistes s'est avérée cruciale tout au long du processus de développement. Des institutions sociales telles que les mouvements "grassroots" et la Station de Test pour Petites Turbines Éoliennes ont permis de rassembler ces acteurs en créant un réseau de communication, d'échange et de collaboration efficace. Ces initiatives de communication ont favorisé la création d'espaces propices à l'interaction entre utilisateurs et producteurs de turbines éoliennes, offrant ainsi un environnement de collaboration qui a permis au Danemark de triompher dans le développement de l'énergie éolienne.
Cette analyse socio-technique porte sur les tout débuts du développement éolien, soit dans les années 1970-1980. Il est important de noter que depuis, l’industrie éolienne danoise n’a cessé de se développer jusqu’à se placer dans les plus grands producteurs européens d’énergie éolienne.

## Politique énergétique
Le parlement danois adopte en novembre 2019 une nouvelle loi sur le climat qui fixe l'objectif de réduire, d’ici à 2030, les émissions de dioxyde de carbone du pays de 70 % par rapport aux niveaux de 1990 et de devenir neutre en carbone d’ici à 2050. Le gouvernement danois publie en mai 2020 une proposition de loi proposant de bâtir deux grands îlots de production d’énergie éolienne, d’une capacité d'au moins 2 GW chacun, pour réduire ses émissions de CO2 et devenir un exportateur d’énergie verte. L'un de ces îlots serait une île artificielle construite en mer du Nord et connectée aux Pays-Bas. À long terme, sa capacité pourrait être portée à 10 GW. La seconde centrale se situerait sur l’île danoise de Bornholm, en mer Baltique, et serait reliée à la Pologne. À plus long terme, le surplus d’électricité produit sur ces îlots pourrait être converti en hydrogène par électrolyse, lui-même transformé en carburant pour les avions, les camions, les bateaux et les installations de chauffage.
En mars 2013, un accord énergétique voté par le Parlement fixe pour objectif de couvrir 50 % de la consommation électrique du pays par l'éolien en 2020 contre 28 % en 2012 ; pour cela, 2 000 MW supplémentaires seront installés, dont 1 500 MW en mer : parcs de Horn Rev3 (600 MW), Kriegers Flak (400 MW) et 500 MW de fermes côtières (nearshore).

## Subventions à l'éolien
En 2012, un nouvel accord sur l'énergie a été conclu, qui a modifié le niveau de soutien pour l'électricité produite par les éoliennes. La subvention varie selon plusieurs facteurs tels que la taille de la turbine et la date de connexion au réseau. Les nouvelles éoliennes terrestres reçoivent une prime (qui s'ajoute au prix de vente) de 25 øre/kWh (3,35 c/kWh) pour 22 000 heures équivalent pleine puissance. Cependant, la prime plus le prix de marché ne peut pas excéder 58 øre/kWh (7,77 c/kWh, soit 77,7 €/MWh), autrement dit, si le prix de marché dépasse 33 øre/kWh (44,2 €/MWh), la prime sera inférieure à 25 øre/kWh. Ceci s'applique aux éoliennes proches du rivage et aux parcs éoliens en haute mer. Pour les grands parcs éoliens en mer, la subvention est fixée par appel d'offres ; par exemple, le parc Horns Rev II de 200 MW a obtenu un tarif d'achat fixe (feed in tarif) de 51,8 øre/kWh (69,4 €/MWh) pendant 50 000 heures équivalent pleine puissance, celui de Rødsand II (200 MW) 62,9 øre/kWh (84,3 €/MWh) pour 50 000 heures et le parc d'Anholt (400 MW) 105 øre/kWh (140,8 €/MWh) pour 22 000 heures. Les éoliennes de particuliers de moins de 25 kW reçoivent un tarif d'achat fixe de 250 øre/kWh (335 €/MWh).

## Intégration au réseau
L'intégration d'une telle proportion d'électricité éolienne, avec sa forte intermittence, aurait été impossible sans la capacité de régulation apportée par les réservoirs des centrales hydroélectriques norvégiennes et suédoises. En effet, si la part des éoliennes dans la production électrique n'est que de 33 % en moyenne, il arrive de plus en plus souvent qu'elle dépasse 100 %, en particulier la nuit, lorsque la consommation est à son minimum, si le vent souffle fort. À ces moments-là, le Danemark exporte son surplus d'électricité éolienne vers la Norvège et la Suède, qui alors stoppent la production de certaines centrales hydroélectriques et stockent l'eau dans leurs réservoirs, pour la turbiner lorsque le vent sera retombé. Il y a ainsi une forte complémentarité entre l'éolien et l'hydraulique, qui va être de plus en plus sollicitée, y compris par l'Allemagne et les Pays-Bas ; à terme, d'autres moyens de régulation sont en cours d'expérimentation : effacement de certaines consommations (chauffage électrique, lave-linge, etc.) pendant les périodes de faible vent, utilisation des batteries des voitures pour stocker les surplus éoliens, etc.; pour cela, les recherches sur les réseaux intelligents (smart grids) sont très développées au Danemark,,.
Étant donné la part très importante de l'éolien dans la production d'électricité, il arrive de plus en plus souvent que le gestionnaire de réseau Energinet.dk soit amené à stopper des éoliennes pour éviter le risque d'une surcharge du réseau (par exemple, le 4 octobre 2008, le vent étant arrivé sur les côtes ouest trois heures plus tôt que prévu, il a fallu stopper plusieurs centaines de MW d'éolien). Energinet.dk doit verser au propriétaire de l'éolienne arrêtée une compensation pour ses pertes de recettes. La loi danoise sur les énergies renouvelables de 2008 a modifié les règles de compensation pour les grands parcs en mer : Energinet.dk peut réduire ou suspendre la production de ces parcs lorsque leurs lignes de raccordement au réseau nécessitent une maintenance ou si la capacité du réseau est saturée ; la compensation ne sera due que si le producteur n'a pas été prévenu au moins 24 heures à l'avance.

## Impact économique
La production d'électricité éolienne atteignait 10,27 TWh, soit 33,4 % de la production totale en 2012 ; la part du charbon a reculé de 82,8 % en 1994 (33,29 TWh) à 34,4 % en 2012 (10,56 TWh), on peut calculer que les émissions de CO2 évitées par l'éolien sont d'environ 13,7 Mt CO2.
Les importations de charbon ont coûté 2,4 Mds DKK (320 M€) en 2012 ; les économies de charbon dues à l'éolien en 2012 étaient donc d'environ 300 M€.
Le solde des échanges internationaux d'électricité était importateur de 5,4 TWh en 2012 (mais de 0,3 TWh seulement en 2013) ; le solde financier était déficitaire de 2,6 Mds DKK (350 M€). Ce déficit pourrait provenir en partie d'un abaissement des prix du marché causé à certains moments par des excédents de production éolienne dans des périodes de faible demande (nuits, week-ends).
Le chiffre d'affaires de l'industrie éolienne danoise a été de 10,8 Mds€ (11 Mds€ en 2011) ; les exportations du secteur éolien ont été de 6,5 Mds€ en 2013, contre 7 Mds€ en 2012 (8,5 % des exportations danoises) ; ses emplois ont été ramenés à 27 490 fin 2013 contre 28 459 en 2012. Pour comparaison, le PIB danois était de 245,25 Mds € en 2012.
L'industrie éolienne danoise comprend plus de 350 entreprises et emploie 25 000 personnes. Une éolienne sur trois et neuf éoliennes en mer sur dix en fonctionnement dans le monde sont basées sur la technologie ou le savoir-faire danois.
Les dépenses pour obligations de service public (surcoûts dus à ces obligations, équivalent danois de la CSPE) ont atteint 4,7 Mds DKK en 2012, dont 2,2 Mds DKK (295 M€) pour l'éolien.
Le niveau très élevé des prix de l'électricité au Danemark est dû à des taxes créées en 1977 pour inciter les consommateurs à économiser l'énergie ; elles ne sont pas affectées au soutien des énergies renouvelables, mais alimentent le budget général de l'État ; ces taxes sont parmi les plus élevées au monde ; elles totalisaient (toutes énergies comprises) 40,1 Mds DKK en 2012, soit 4,6 % des revenus fiscaux du Danemark. L'accord sur l'énergie de 2012 entre les partis politiques ayant décidé d'aller vers la disparition des combustibles fossiles, ces taxes risquaient de rapporter de moins en moins ; une "taxe de sécurité d'approvisionnement" a donc été créé sur toutes les énergies, renouvelables comprises, utilisées pour le chauffage.
Les associations écologistes présentent souvent l'éolien danois comme un modèle, alors que leurs contradicteurs lui reprochent son coût élevé, la persistance du charbon comme principale source d'électricité, les émissions de gaz à effet de serre supérieures à la moyenne européenne, etc. Il y a du vrai et du faux des deux côtés :
- le Danemark a effectivement encore des émissions de CO2 assez élevées : 6,91 tonnes de CO2 par habitant en 2013 (émissions de CO2 liées à l'énergie), soit 5,2 % au-dessus de la moyenne de l'Union européenne (6,57 t/hab) ; l'Allemagne émettait 9,25 t/hab, la France 4,79 t/hab, la Suède 3,91 t/hab[63] ; mais ces émissions ont baissé de 30,3 % entre 1990 et 2013 contre -22 % pour l'Union européenne, et depuis 1971 elles ont baissé de 38 %[64] ;
- la part du charbon dans la production d'électricité est certes encore élevée : 34,4 % en 2012, mais baisse rapidement (82,8 % en 1994), et l'éolien vient de le dépasser : 39 % en 2013-14 ; avec la biomasse, la part des renouvelables atteint 48,3 %[s 1] ;
- le prix de l'éolien est certes élevé, bien que moins qu'en France : le tarif d'achat est plafonné en 2014 à 77,7 €/MWh contre 84 €/MWh en France, et celui des parcs en mer s'échelonne de 69 €/MWh à 140 €/MWh, contre plus de 220 €/MWh pour les futurs parcs éoliens de la Manche[53], où les conditions de vents sont moins favorables qu'en Mer du Nord ; le prix élevé de l'électricité n'est pas directement lié à l'éolien, les taxes sur l'énergie ayant été créées pour inciter aux économies d'énergie et alimentant le budget de l'État ; le surcoût des tarifs d'achat éoliens n'est que de moins de 300 M€[r 1] ;
- En s'appuyant sur les exemples suédois et français, le choix du nucléaire aurait permis d'aller plus vite et plus loin dans l'élimination des combustibles fossiles, et ce à un coût moindre, tout en assurant un talon de production électrique réduisant les problèmes d'intermittence inhérents à l'éolien ; mais le Danemark étant un petit pays, il aurait dû acheter des centrales clé en main, alors que l'éolien est à près de 100 % produit au Danemark. En outre, en 2012, le Danemark a exporté des technologies et des équipements énergétiques pour une valeur de 61,1 milliards de DKK, ce qui correspond à environ 10,0 % des exportations totales de marchandises danoises[r 2] ;
- Les études scientifiques sur les effets néfastes des éoliennes sont récentes: son emprise au sol pour l'éolien terrestre est un problème particulièrement sensible dans un pays aussi densément peuplé que le Danemark. Outre le strict problème foncier, la résistance des populations au titre de nuisances paysagères et sonores a été un obstacle rédhibitoire pour certains projets. Le problème d'emprise au sol est moins aigu pour l'éolien en mer, mais toutefois pas négligeable. Les parcs interfèrent avec deux activités économiques importantes au Danemark: la marine marchande et la pêche[65]. En mer, les impacts sonores sont les plus problématiques[66], ils se produisent dès la phase de chantier de construction avec les intensités sonores les plus puissantes lors des explosions (>290dB), , des forages (190dB) et des battages pour enfoncer les pieux de fondations(200 à 270dB)[67], provoquant la désertion de nombreuses espèces mobiles dans un diamètre qui peut atteindre 50 km. L'effet est également important sur la flore et la faune non mobile[68] (stress, croissance réduite voire mortalité élevée pour certaines espèces), ce qui contribue à perturber la biodiversité même pour les espèces moins impactées directement par les nuisances sonores[69]. L'impact sonore se poursuit pendant toute la durée du fonctionnement des éoliennes avec des intensité sonores de l'ordre de 150dB (permanente et 100 fois plus intense que le bruit de courte durée d'un petit navire de pêche de l'ordre de 125dB, les données sur les intensités sonores sont au timecode 127 (2 min 27s))[67]
- La production intermittente pose également des problèmes économiques : l'importance croissante de la production électrique éolienne en Europe provoque des baisses de prix très importantes sur le marché de l'énergie électrique: le passage d'une dépression sur l'Europe, avec les vents qui l'accompagnent, donne une surproduction simultanée dans plusieurs pays avec des prix de marché proches de zéro. Pendant ces périodes, les pays interconnectés comme la Norvège, la Suède et l'Autriche, qui possèdent des barrages de retenue et des centrales de pompage-turbinage, absorbent une partie du surplus (lorsque ce surplus est vraiment trop élevé, certains parcs éoliens doivent être déconnecté pour éviter une surcharge du réseau)[70]. La Norvège et l'Autriche achètent donc des TWh d'énergie éolienne a très bas prix pour remonter de l'eau dans les retenues supérieures de leurs centrales de pompage-turbinage et surtout pour économiser l'eau de leurs autres retenues hydroélectriques. Lorsqu'il n'y a pas assez de vent (toujours par rapport à la demande d'électricité), pendant les heures de pointe, le Danemark achète, à un prix élevé, de l'électricité à la Norvège, qui la produit immédiatement grâce à ses centrales hydroélectriques[62]. Une situation défavorable pour la balance commerciale du Danemark, qui a amené les élus danois à questionner le fait que les investissements publics danois pouvait générer des profits pour les producteurs d'énergie électrique voisins (norvégiens et autrichiens), et qui a provoqué des soubresauts et des pauses dans le déploiement des éoliennes en mer au Danemark entre 2020 et 2025[71],[72],[62],[73],[74].
- Il n'en reste pas moins que le modèle danois n'est pas reproductible, d'une part car les places sont prises désormais dans l'industrie éolienne[75], et d'autre part car peu de pays ont la chance d'avoir des voisins richement dotés en barrages hydroélectriques, solution idéale pour compenser l'irrégularité de la production éolienne[76].

### Ouvrages - publications
: document utilisé comme source pour la rédaction de cet article.
- Baromètre éolien 2024, EurObserv'ER, 28 mars 2024 (lire en ligne [PDF]).
- Baromètre éolien 2023, EurObserv'ER, 28 mars 2023 (lire en ligne [PDF]). .